# Moeraskampoot
De moeraskampoot (Drassyllus lutetianus, Zelotes lutetianus) is een spinnensoort behorend tot de bodemjachtspinnen (Gnaphosidae).
Beide geslachten worden 4 tot 6 mm groot. Het is een zwart glanzende spin met donkerrode uitenden van de poten. In tegenstelling tot andere Drassyllus-soorten komt deze voor op vochtige locaties als oevers en moerassen in Europa tot Kazachstan.